# Hôtel de Lantivy
Pour l’article homonyme, voir Hôtel de Lantivy, puis de Chemellier.
L'Hôtel de Lantivy est un hôtel particulier du XVIe siècle situé 25 rue Chevreul, dans la ville de Château-Gontier, en Mayenne.

## Histoire
L'hôtel est classé monument historique en 1988.